# Paracontias fasika
Espèce
Statut de conservation UICN

 CR B1ab(iii) : 
En danger critique
Paracontias fasika est une espèce de sauriens de la famille des Scincidae.

## Répartition
Cette espèce est endémique de Madagascar.

## Étymologie
Le nom spécifique fasika vient du malgache fasika, le sable, en référence à l'habitat de ce saurien.

## Publication originale
- (en) Köhler, Vences, Erbacher & Glaw, 2010 : Systematics of limbless scincid lizards from northern Madagascar: morphology, phylogenetic relationships and implications for classification (Squamata: Scincidae). Organisms Diversity & Evolution, vol. 10, no 2, p. 147–159.